# Гурбич, Анатолий Александрович
Анатолий Александрович Гурбич (12 мая 1938) — советский футболист, вратарь.
Начинал карьеру в дубле киевского «Динамо» в 1956—1957 годах. Следующие три сезона провёл в армейских командах Киева (1958, класс «Б»), Москвы (1959, класс «А») и Одессы (1960, класс «Б»). В составе ЦСК МО провёл единственный матч 9 мая 1959 — в гостевой игре против «Зенита» заменил Станислава Басюка. С 1961 года играл за одесский «Черноморец». В 1963 году перешёл в «Авангард» Харьков, в 16 матчах чемпионата пропустил 20 голов. В 1964—1967 годах играл за СКА Киев, провёл 126 игр.
Завершил карьеру в 1967 году после того как был уволен из команды и армии. После матча, проигранного СКА карагандинскому «Шахтёру» 1:3, по одной из версий, у Гурбича в самолёте были украдены 7 тысяч рублей, по другой — у него случайно были найдены 600 рублей. Расследование, проводившееся военной прокуратурой, установило, что эти деньги он получил от «Шахтёра». Инцидент был описан в фельетоне «Чужой в воротах» А. Суконцева и И. Шатуновского в номере газеты «Правда» 26 ноября.